# Pio Caimmi
Pio Caimmi (* 15. Mai 1905 in Cesenatico; † 2. April 1968 ebenda) war ein italienischer Radrennfahrer.

## Sportliche Laufbahn
Caimmi war im Straßenradsport aktiv. Von 1927 bis 1937 war er Unabhängiger und Berufsfahrer. 1930 siegte er im Giro della Toscana vor Alfredo Binda. Auch das Eintagesrennen Rom–Ascoli gewann er in jener Saison. Zweiter wurde er bei Mailand–Sanremo 1930 hinter Michele Mara und im Giro della Provincia di Reggio Calabria 1931 hinter Learco Guerra. Dritter wurde Caimmi beim Sieg von Alfredo Binda bei Mailand–Sanremo 1929. In der Coppa Bernocchi 1927 war er Dritter geworden.
Den Giro d’Italia bestritt er dreimal. 1930, 1932 und 1933 war er jeweils ausgeschieden.